# Christoph Weiditz
Christoph Weiditz (Estrasburg, 1498 - Augsburg, 1559) va ser un artista alemany, escultor, dibuixant, orfebre I medallista, famós principalment per les medalles per ell llaurades i per les imatges dels vestits locals que va dibuixar.

## Biografia
Va ser fill de Hans Weiditz el Vell (Hans Weiditz dem alterin, Hans Weiditz I, Estrasburg, ca. 1475-ca. 1516), escultor actiu a Friburg entre 1497 i 1514, i germà de Hans Weiditz, el Jove (1493-1537), famós gravador en fusta.
Va residir gran part de la seva vida entre Estrasburg i Augsburg. Allí va fer petites escultures i especialment medalles, de les quals es coneixen avui en dia cent disset exemplars, amb retrats individuals en els quals s'aprecia una evolució que va des d'un ingenu primitivisme alemany fins a la introducció de models renaixentistes italians.
Entre 1528 i 1529 va estar a Espanya i va dibuixar la manera de vestir dels habitants de la península ibèrica. Va ser també en aquest moment quan va conèixer i va dibuixar en el seu Trachtenbuch (llibre de costums o vestits) les primeres descripcions arribades a Europa d'indis i jugadors de pilota asteques gràcies als relats de Hernán Cortés, que acabava de tornar d'Amèrica.
Aquest manuscrit es conserva a Nuremberg, al Germanisches Nationalmuseum, amb la signatura Hs. 22474.

## Galeria

Dibuixos
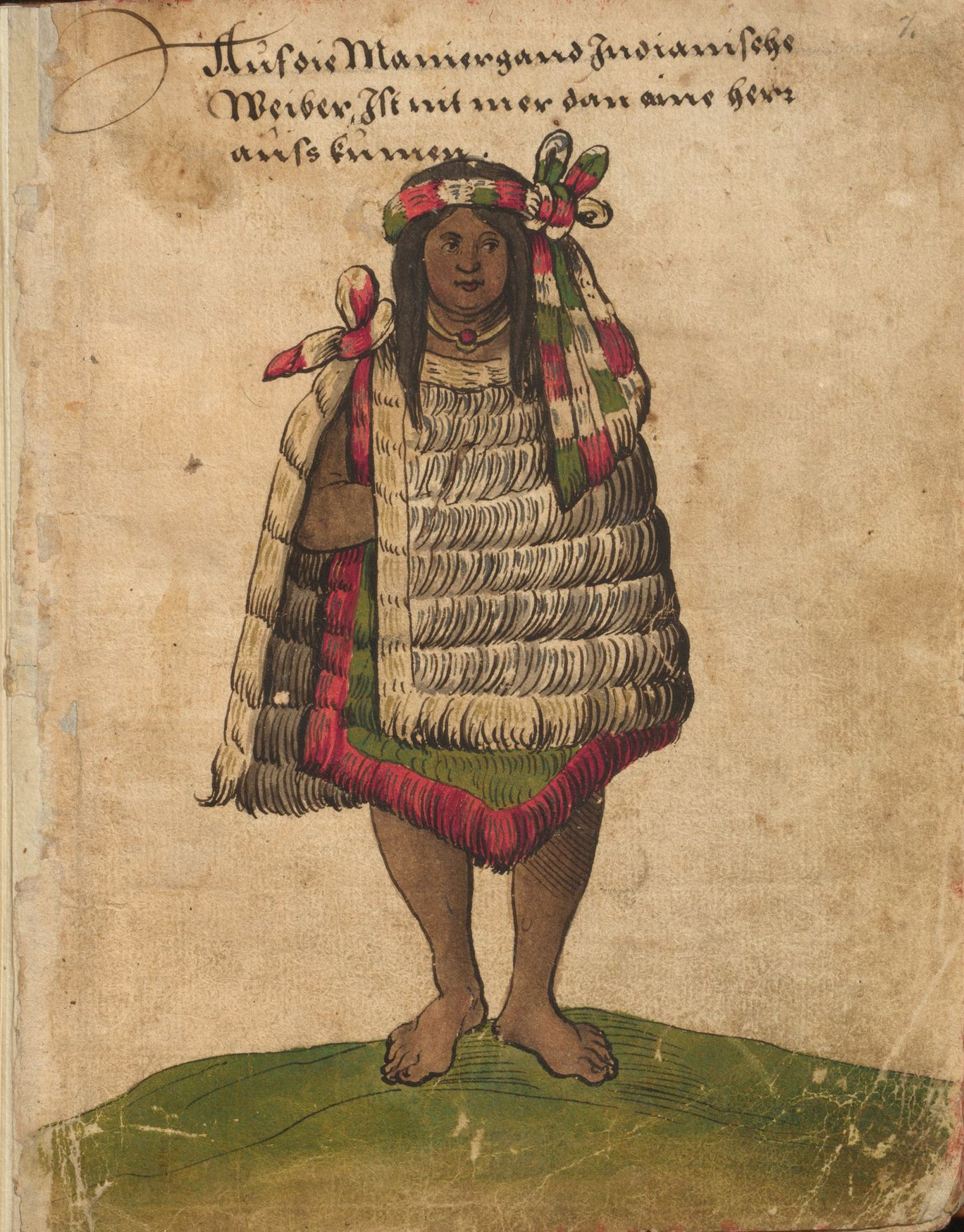
"A la manera de les dones índies, p.1
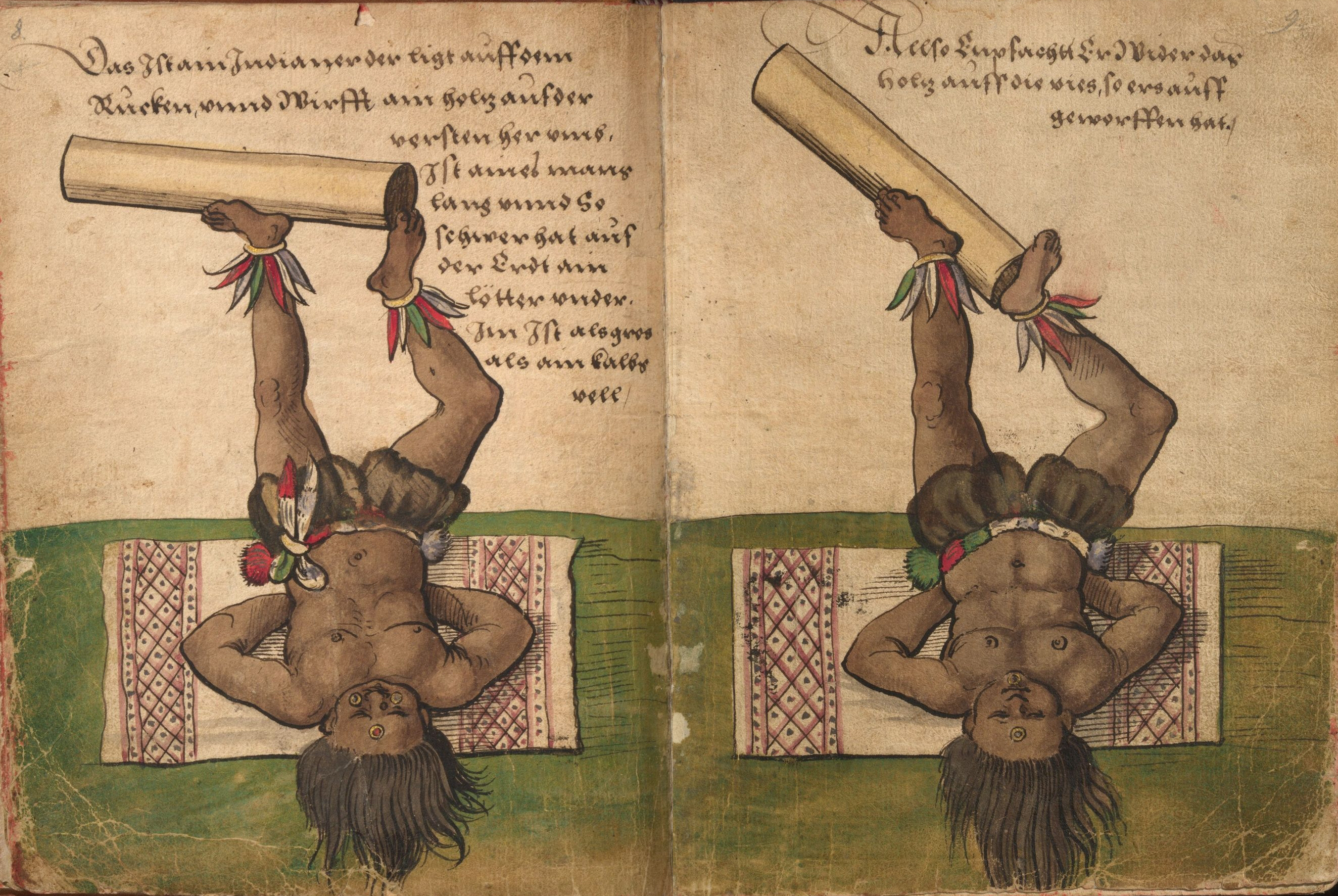
Aquest és un indi llançant d'esquena pàg. 8-9
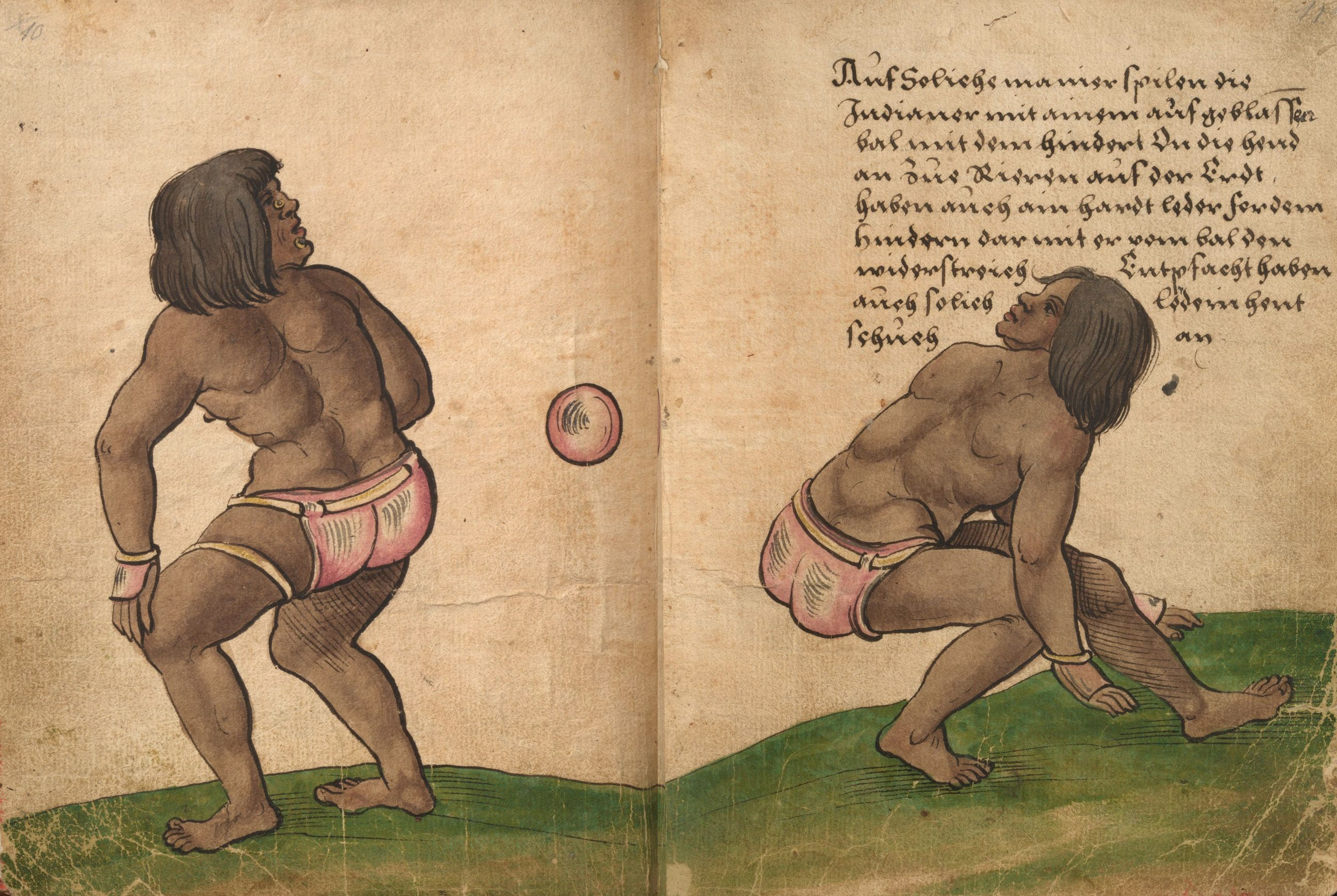
Indis jugant a pilota pàg. 10-11
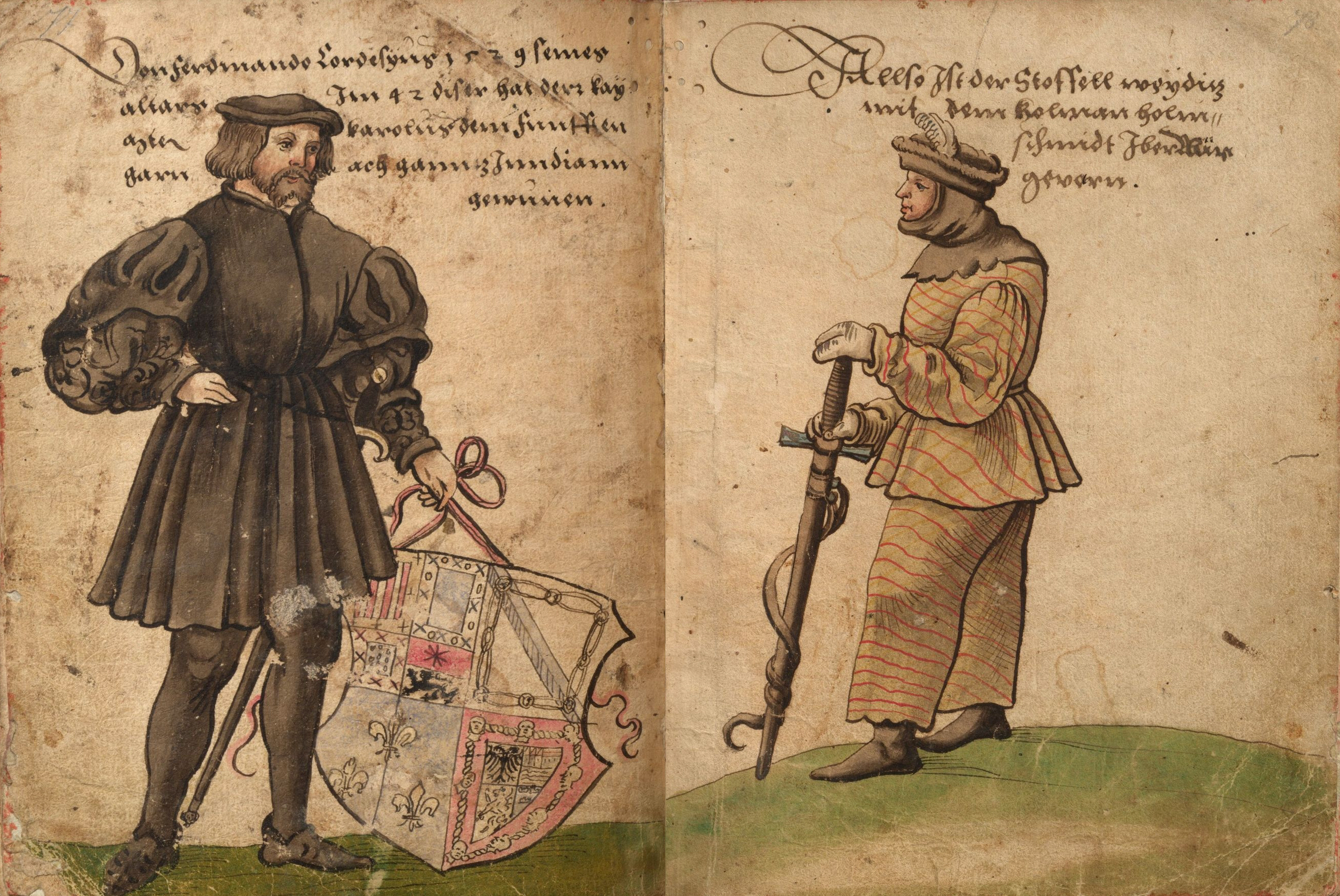
Hernán Cortés p.77
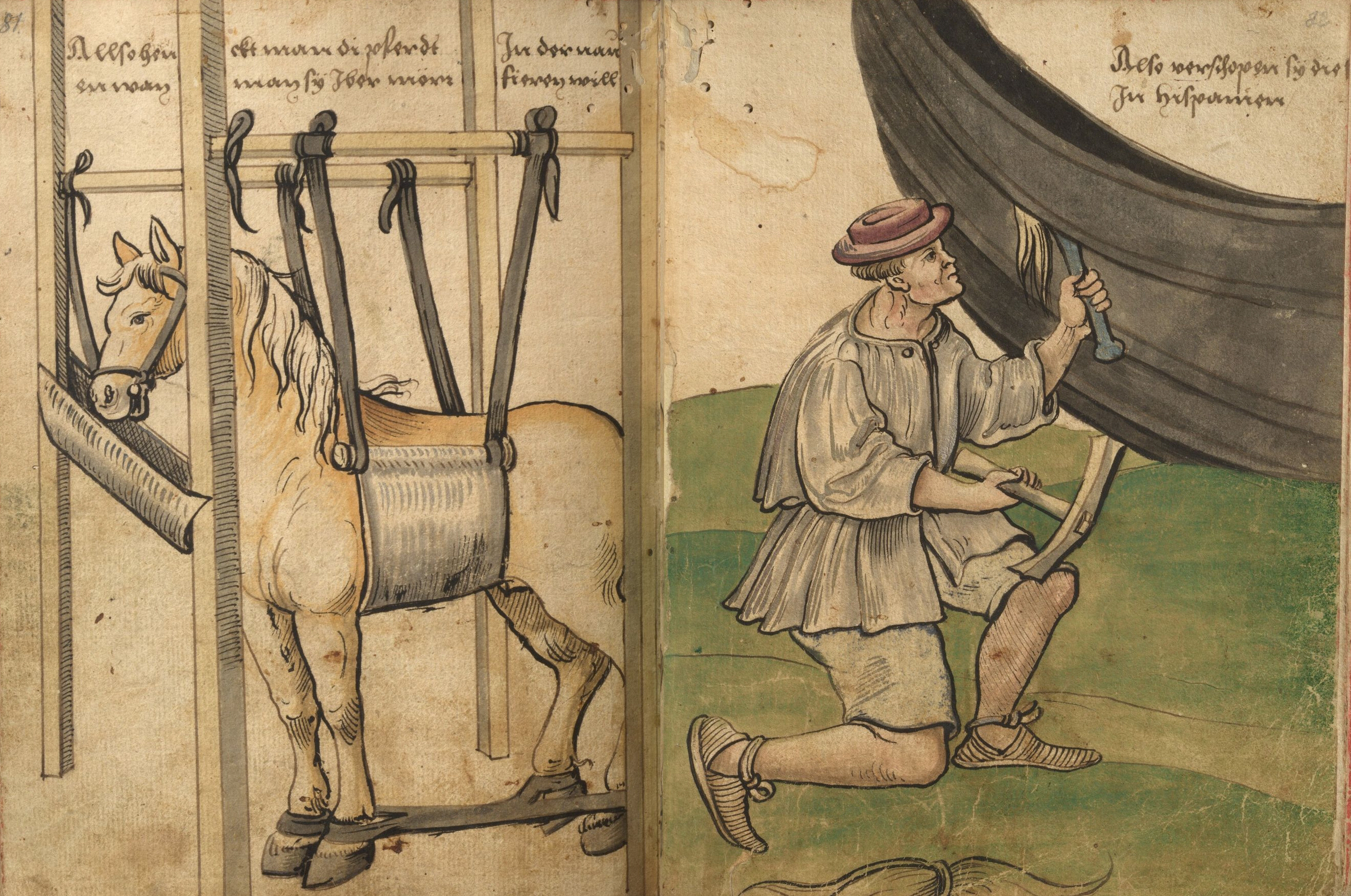
Transport de cavalls i calafatador pàg. 81-82